# باد زولتسا
باد زولزا (بالألمانية: Bad Sulza) هي بلدة ألمانية و و تقع في ألمانيا في Weimarer Land. يقدر عدد سكانها بـ 5,000 نسمة .

## المدن التوأمة
مدن باد كامبرغ وDuszniki-Zdrój هي مدن توأمة لـباد زولزا.

## أعلام
- كارل بيندكت هيس
- هنري بيتر بوسي